# Бондарево (Луганская область)
Бондарево (укр. Бондареве) — село, относится к Старобельскому району Луганской области Украины.
Население по переписи 2001 года составляло 425 человек. Почтовый индекс — 92731. Телефонный код — 6461. Занимает площадь 1,128 км². Код КОАТУУ — 4425181504.

## Местный совет
92731, Луганська обл., Старобільський р-н, с. Караяшник, вул. Леніна  (укр.)